# 6-й військовий округ (Третій Рейх)

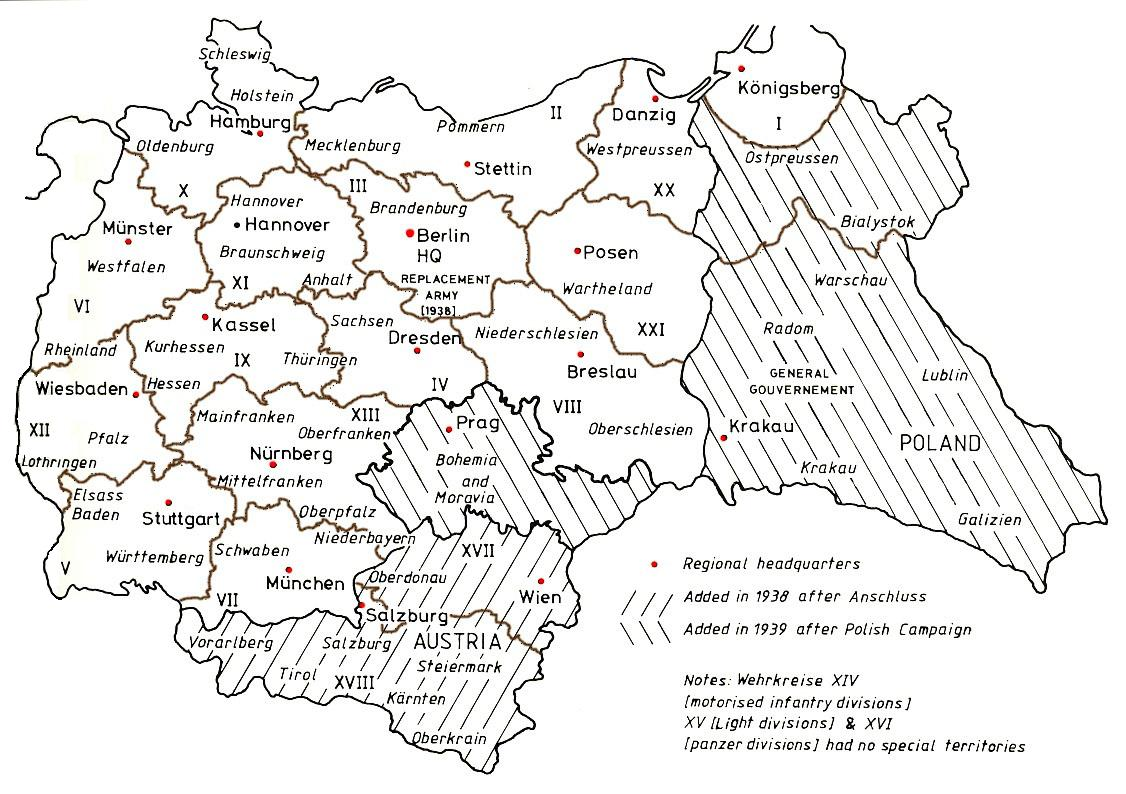
Карта військово-адміністративного розподілу Третього Рейху на 1944 рік

6-й військовий округ (нім. Wehrkreis VI) — одиниця військово-адміністративного поділу Збройних сил Німеччини за часів Веймарської республіки та Третього Рейху.

### Командування
Командувачі

#### Рейхсвер
- генерал від інфантерії барон Оскар фон Ваттер (нім. Oskar Freiherr von Watter) (30 вересня 1919 — 1 квітня 1920);
- генерал кінноти Рудольф фон Горн (нім. Rudolf von Horn) (1 квітня — 12 липня 1920);
- генерал артилерії Фрідріх фон Кампе (нім. Friedrich von Campe) (12 липня — 30 вересня 1920);
- генерал від інфантерії Фріц фон Лоссберг (нім. Fritz von Lossberg) (1 жовтня 1920 — 1 січня 1925);
- генерал від інфантерії барон Леопольд фон Ледебур (нім. Leopold Freiherr von Ledebur) (1 січня 1925 — 28 лютого 1928);
- генерал артилерії Макс Ференбах (нім. Max Föhrenbach) (1 березня 1928 — 1 травня 1931);
- генерал-лейтенант Вольфганг Флек (нім. Wolfgang Fleck) (1 травня 1931 — 30 вересня 1934);

#### Вермахт
- генерал-лейтенант Гюнтер фон Клюге (нім. Günther von Kluge) (1 жовтня 1934 — 24 листопада 1938);
- генерал інженерних військ Отто-Вільгельм Ферстер (нім. Otto-Wilhelm Förster) (24 листопада 1938 — 26 серпня 1939);
- генерал від інфантерії Гергард Глокке (нім. Gerhard Glokke) (26 серпня 1939 — 5 червня 1944);
- генерал від інфантерії Франц Маттенклотт (нім. Franz Mattenklott) (14 червня 1944 — 8 травня 1945).